# Carlos Mota Mendoza
Carlos Mota Mendoza es un periodista mexicano nacido en la Ciudad de México, el 18 de octubre de 1971. Se especializa en temas de economía, negocios y finanzas. A lo largo de su carrera, ha entrevistado a innumerables personajes del sector público y empresarial, incluyendo; presidentes de diferentes países, CEOs de empresas globales y nacionales, así como emprendedores de todas partes del mundo. 
Esta trayectoria lo ha convertido en el periodista mexicano especializado en negocios, que más entrevistas ha realizado a líderes empresariales internacionales y mexicanos.
Actualmente es titular de la columna Un Montón de Plata del diario El Heraldo de México, donde aborda los principales sucesos económicos y empresariales de México y el mundo. También es conductor del programa televisivo Es Negocio con Carlos Mota que se transmite de lunes a viernes por la señal de ADN40 de TV Azteca; y es analista en el programa RepúblicaMX, en una mesa de debate semanal en el mismo canal. Además es conferencista de temas de negocios, economía y finanzas.
Es uno de los pocos periodistas de negocios que cuenta con un perfil exitoso en la red social TikTok con el alias de @SoyCarlosMota en el cual comparte diariamente breves videos de análisis con los temas más relevantes de la agenda nacional e internacional. 

## Estudios
Ingresó al Instituto Tecnológico Autónomo de México (ITAM) en 1989, donde cursó una licenciatura de Administración. Posterior a su licenciatura, gracias a su sobresaliente desempeño, obtuvo en 1994 la beca Fulbright para estudiar una maestría en administración de empresas en la Universidad de Maryland en los Estados Unidos.

## Trayectoria
Después de cursar su maestría fuera del país, regresó a su alma mater para integrarse como docente al MBA de esta institución, impartiendo la asignatura Estrategia Empresarial; posteriormente asumió la dirección del MBA del ITAM. Fue aquí donde comenzó su trayectoria en los medios, al recibir la invitación para dirigir la revista Escuela de Negocios que la universidad editaba en ese año. 
En su estancia en Maryland, fundó y presidió la Asociación de Estudiantes Latinoamericanos de la Robert H. Smith School of Business dentro de la Universidad.
En el año 2000, se da conocer en México, un nuevo proyecto periodístico, el periódico Milenio, donde gracias al trabajo editorial y a la relación que ha tenido con los empresarios y a los análisis económicos que presentaba en la revista Escuela de Negocios, es invitado como editorialista de este nuevo diario, para abordar temas empresariales y de economía. En 2003, recibe la propuesta para integrarse a las filas de Grupo Imagen, una de las principales radiodifusoras del país, en donde es titular del programa Imagen Empresarial, que lo consolida como una de las voces más influyentes en los negocios en México.   
Gracias a la notoriedad que ganó en el país, en 2005 la segunda televisora más importante de habla hispana en el mundo, TV AZTECA, lo integra a sus filas como analista recurrente en temas financieros, empresariales y económicos. En 2007, recibe la invitación para cubrir uno de los eventos más importantes a nivel global en el devenir económico, el Foro Económico Mundial en Davos, Suiza, por lo que se convierte en el primer periodista especializado en México en asistir a esta cobertura. A partir de este año, Carlos Mota ha asistido de manera ininterrumpida a esta reunión.
Paralelamente a sus proyectos en radio y televisión, Carlos Mota ha colaborado para importantes medios impresos como; la revista Forbes en su edición para América Latina, Mundo Ejecutivo, Expansión, Alto Nivel, Entrepreneur y GQ México, lo que le otorgó una mayor exposición y credibilidad en el acontecer económico. Fuera del país, ha tenido colaboraciones en publicaciones como The San Diego Union Tribune, Expansion magazine, Inversionista magazine y BusinesStyle magazine.
Actualmente es titular de la columna Un Montón de Plata del diario El Heraldo de México, donde aborda los principales sucesos económicos y empresariales de México y el mundo. También es conductor del programa televisivo Es Negocio con Carlos Mota que se transmite de lunes a viernes por la señal de ADN40 de TV Azteca; y es analista en el programa RepúblicaMX, en una mesa de debate semanal en el mismo canal.

## Reconocimientos
En 2011, el Foro Económico Mundial lo reconoce como Young Global Leader, programa que reúne a líderes de todos los sectores, de menos de 40 años, que han contribuido desde su trinchera para una mejora en la visión del mundo.
En 1995 ganó el concurso de ensayo de la Comisión Nacional del Deporte (CONADE), lo que lo llevó a representar a México en una conferencia de medio ambiente en Alemania y Francia. 
Ganó el primer lugar del primer concurso de tesis de la Asociación Nacional de Ex Alumnos del ITAM. 

## Escritor
En 2011 coordinó el libro UNO+UNO: 32 líderes sumando por México bajo el sello de Grijalbo, mismo año en el que fundó la editorial filigrana, en la que ha publicado los títulos: 1100 años de Servicio. Vocación, experiencia y perseverancia de los Meseros de México  (2012) y Las 24 Nutriólogas de México, Así vivimos. Esto comemos. Éstos son nuestros principios… y también nuestros vicios (2014).